# Veľká homoľa
Veľká homoľa (709,2 m n. m.) je vrchol v Malých Karpatech asi 4 km severozápadně od města Modra (okres Pezinok, Bratislavský kraj).
Na vrcholu kopce se nachází dřevěná rozhledna vysoká 20 metrů. Byla postavena v roce 2001 za finanční podpory měst Pezinok a Modra a fondu PHARE na návrh pana Milana Ružka. Výraznou měrou při stavbě pomohli skauti.
Z rozhledny je kruhový výhled na panorama Malých Karpat, na Považský Inovec, Tribeč a i rakouské Alpy.
Vrchol Velké homole je dostupný po červené značce od autobusové zastávky při Zochové chatě, z Modry po modré a Pezinku po červené (nebo později zelené) turistické značce.